# Willard Saulsbury (1861–1927)
Willard Saulsbury (ur. 17 kwietnia 1861 w Georgetown, zm. 20 lutego 1927 w Wilmington) – amerykański polityk.

## Życiorys
Urodził się 17 kwietnia 1861 roku w Georgetown, jako syn, Willarda Saulsbury’ego. Uczęszczał do prywatnych szkół, a następnie ukończył University of Virginia. Studiował nauki prawne, został przyjęty do palestry i otworzył prywatną praktykę w Wilmington. Interesował się bankowością i rozmaitymi organizacjami biznesowymi. Od 1899 do 1911 roku sześciokrotnie, bezskutecznie ubiegał się o mandat senatora, z ramienia Partii Demokratycznej. W 1913 został wybrany do Senatu, gdzie zasiadał sześć lat, gdyż nie uzyskał reelekcji w 1919 roku. W latach 1916–1919 pełnił funkcję przewodniczącego pro tempore izby wyższej. W latach 20. XX wieku był członkiem delegacji na konferencję państwa panamerykańskich w Santiago. Po jej zakończeniu powrócił do praktykowania prawa. Zmarł 20 lutego 1927 roku w Wilmington.